# Conferenza di Adana

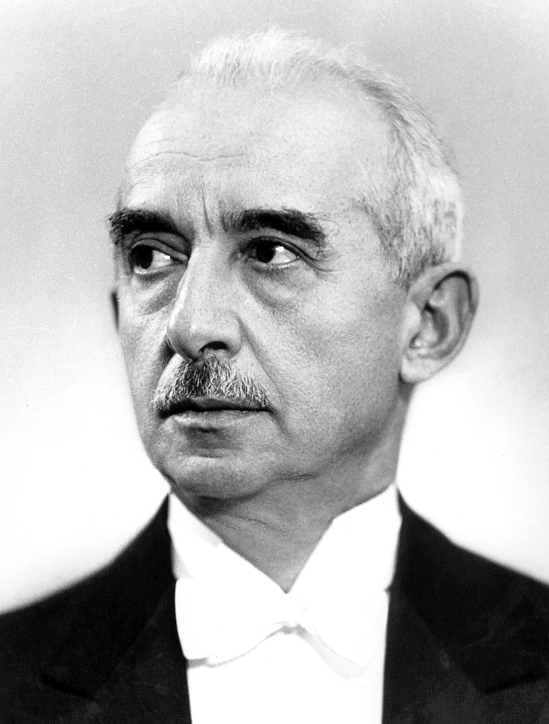
İsmet İnönü, presidente della Turchia

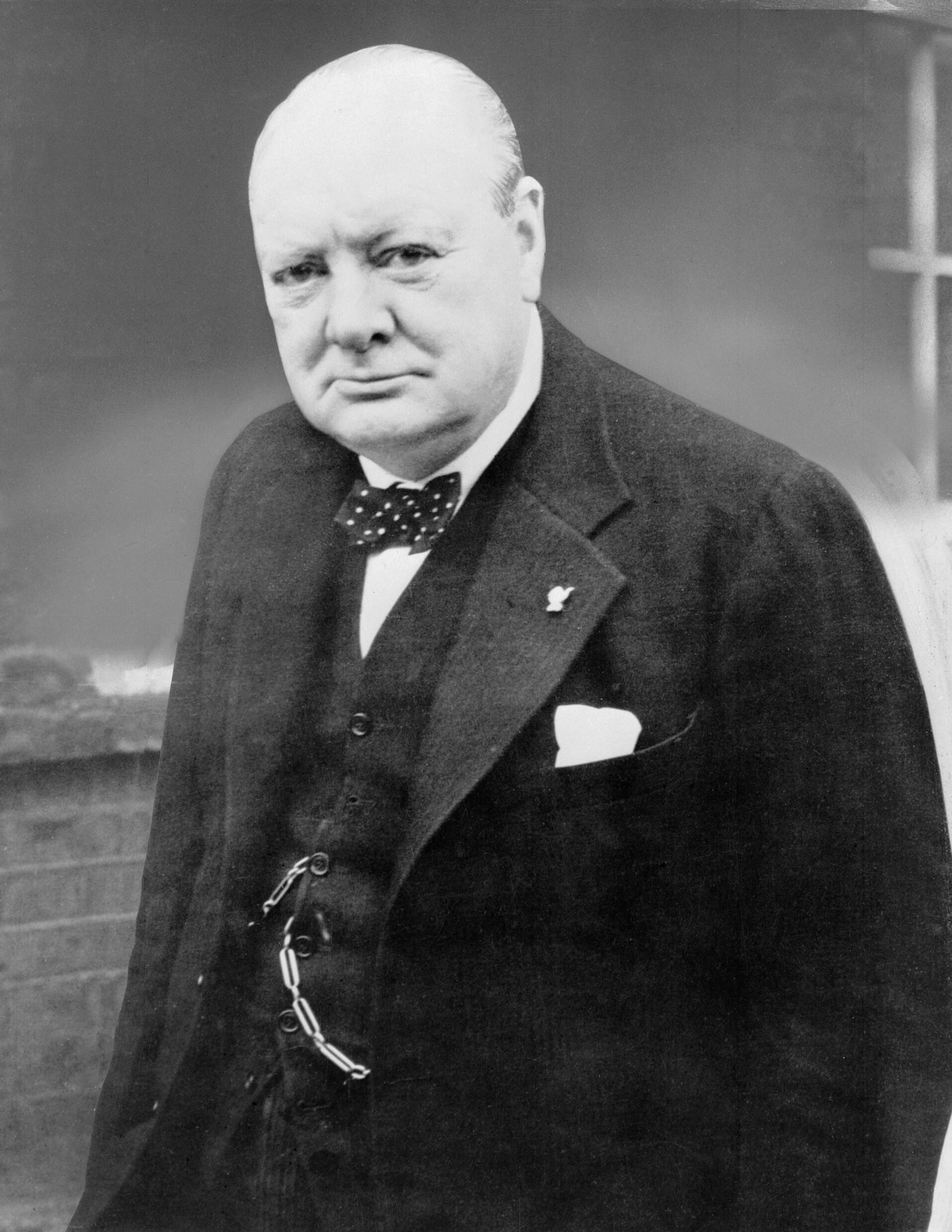
Winston Churchill, primo ministro del Regno Unito

La conferenza di Adana o conferenza di Yenice (in turco: Adana Görüşmesi, Adana Mülakatı o Yenice Görüşmesi, Yenice Mülakatı) è stato un incontro tra il presidente turco İsmet İnönü e il primo ministro britannico Winston Churchill in un vagone di un deposito ferroviario a Yenice, vicino Adana il 30-31 gennaio 1943, dove Churchill cercò di persuadere İnönü a unirsi alle potenze alleate e combattere le potenze dell'Asse durante la seconda guerra mondiale.

## Località
L'evento divenne noto come incontro di Adana, sebbene si tenesse a Yenice, tra Adana e Mersin. Adana aveva l'aeroporto più vicino a Yenice.
Yenice, una città nella provincia di Mersin, è all'incrocio tra la linea ferroviaria Adana-Mersin e la ferrovia principale da Ankara, la ferrovia İstanbul-Bağdat.
Il luogo fu un compromesso dopo una serie di colloqui tra il ministero degli Esteri turco e l'ambasciata britannica. Gli inglesi volevano che fosse a Cipro, allora parte dell'Impero britannico, mentre i turchi preferivano Ankara.

## Contesto
Durante la seconda guerra mondiale, tutti i vicini della Turchia si erano schierati o a favore dell'Asse o degli Alleati. A ovest, la Bulgaria era alleata della Germania nazista e la Grecia era occupata dalle truppe tedesche. Il Dodecaneso, compresa Rodi, faceva parte dell'Italia. L'URSS era un vicino nel nord-est. A sud c'era la Siria, che si era unita alla France libre, e l'Iraq, parte dell'Impero britannico. A est, l'Iran era sotto l'occupazione congiunta sovietico-britannica. La Turchia, tuttavia, riuscì a mantenere il suo status neutrale.
Durante la Conferenza di Casablanca (14-24 gennaio 1943), Churchill propose di forzare la Turchia a unirsi agli Alleati nella guerra. Il generale George Marshall e altri militari statunitensi di alto rango mostrarono riluttanza per il timore che l'estensione della guerra a un nuovo fronte turco avrebbe "bruciato la logistica alleata lungo la linea". Tuttavia, il 18 gennaio il presidente degli Stati Uniti Franklin Roosevelt diede il via libera a Churchill per "giocare la mano turca". Il 25 gennaio Churchill chiese un incontro a İnönü che si tenne subito dopo la conferenza, tra il 30 gennaio e il 1º febbraio 1943.

## Incontro

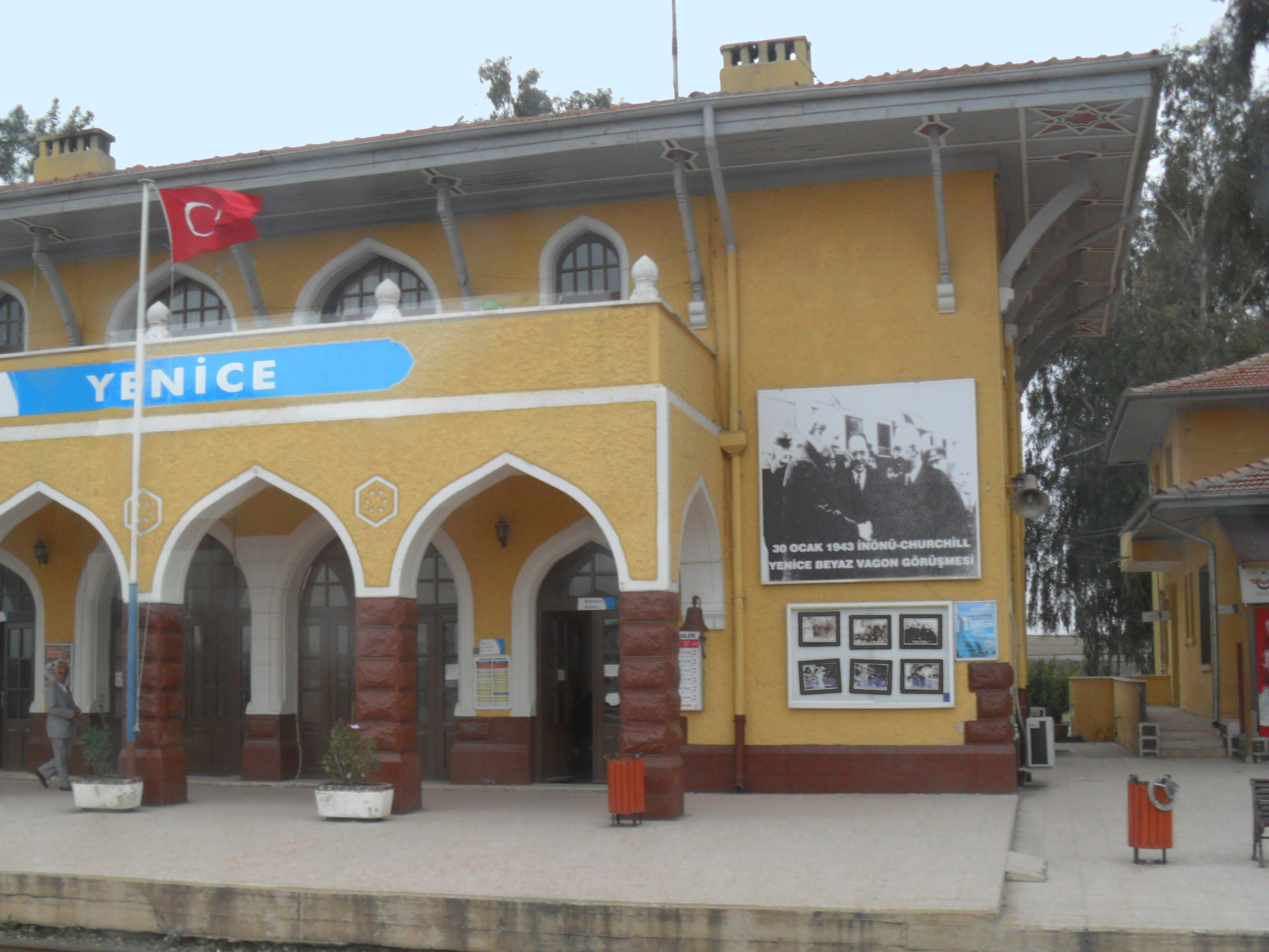
Tabellone delle affissioni alla stazione di Yenice (İnönü e Churchill)

I gruppi erano guidati da İsmet İnönü e Winston Churchill. Gli altri membri dalla parte turca erano il primo ministro Şükrü Saracoğlu, il ministro degli Esteri Numan Menemencioğlu, il feldmaresciallo Fevzi Çakmak e un gruppo di consiglieri. La squadra britannica era composta da Harold Alexander, Henry Maitland Wilson, Sir Alan Brooke, Sir Wilfred Lindsell, Alexander Cadogan (ministero degli esteri), Air Marshal Drummond e Commodore Dundas.
Durante l'incontro, gli inglesi cercarono di persuadere la parte turca a unirsi agli Alleati, ma İnönü mostrò un'estrema riluttanza ad aggregarsi alla guerra. Churchill fece generose promesse di aiuti militari (nome in codice Operazione Hardihood). Fu stilato un elenco di attrezzature militari, le cosiddette Adana lists, che Churchill disse in seguito avrebbe fornito alla Turchia materiale bellico per la "piena capacità delle ferrovie turche". A sua volta, Churchill chiese l'accesso alle basi aeree turche per la Royal Air Force in modo che gli inglesi potessero bombardare i giacimenti petroliferi di Ploieşti, in Romania, la principale fonte di petrolio per la Germania e le posizioni italiane nel Dodecaneso. Per fare pressione sui turchi affinché rinunciassero alla loro neutralità, Churchill chiarì che se la Turchia si fosse rifiutata di unirsi agli Alleati, non avrebbe cercato di impedire ai sovietici di muoversi per prendere il controllo dei Dardanelli.
I consiglieri militari si recarono vestiti in borghese. Il generale Brooke non rimase colpito dalla scarsa sicurezza di Churchill. Sperava che la neutralità della Turchia avrebbe assunto da allora in poi una natura molto più faziosa a favore degli alleati, e sebbene le forze turche non sarebbero state in grado di essere addestrate per essere di grande utilità, il vero valore sarebbe stato l'uso degli aeroporti e come punto di partenza per azioni future. Tuttavia disse che i suoi sogni selvaggi sulla Turchia rimasero tali, poiché Von Papen ingannò i turchi su fittizie concentrazioni di truppe tedesche in Bulgaria, che non esistettero mai.

## Conseguenze
Nell'aprile del 1943, una delegazione militare britannica del generale Sir Henry Maitland Wilson richiese l'accesso agli aeroporti turchi per 25 squadroni di caccia della RAF. Nelle ultime fasi dell'operazione, gli inglesi pianificarono di inviare due divisioni corazzate complete in Turchia. I turchi, tuttavia, erano molto timorosi della forte presenza militare tedesca in Bulgaria e rigettarono la delegazione militare britannica con la burocrazia. Pur rivolgendo a Maitland Wilson ogni cortesia, i turchi avviarono «trattative tortuose e interminabili». Wilson esortò i comandanti turchi a insegnare ai loro uomini le abilità meccaniche, ma osservò che ciò significava che ai potenziali equipaggi dei carri armati "doveva essere loro insegnato il funzionamento del motore a combustione interna dalla prima pagina del libro". Quando la costruzione degli aeroporti turchi procedette prima del previsto, İnönü avvertì che i lavori stavano procedendo troppo rapidamente. La frustrazione britannica per le tattiche di stallo turche portò a un grave deterioramento delle relazioni diplomatiche tra i due paesi nell'estate del 1943.
Tuttavia, la disastrosa campagna britannica del Dodecaneso del 13 settembre 1943, in cui i tedeschi respinsero facilmente un assalto britannico, pose fine alla contesa. Il dispiegamento della forza tedesca a solo 20 km (12 mi) a sud-ovest della costa turca convinse il governo turco che era giusto mantenere la sua neutralità. Dopo tale fiasco, gli inglesi furono da allora ansiosi di mantenere la Turchia neutrale.